# Yantzaza
Yantzaza – miasto w Ekwadorze, stolica kantonu Yantzaza na północy prowincji Zamora-Chinchipe.
Miasto leży w strefie klimatu równikowego. Jest drugim pod względem zaludnienia centrum prowincji Zamora-Chinchipe. Odległe o ok. 40 km od stolicy prowincji – Zamora. W bezpośredniej bliskości znajduje się dolina rzeki Zamora z licznie występującymi robaczkami świętojańskimi.